# Rodzina Filipa V (1743)

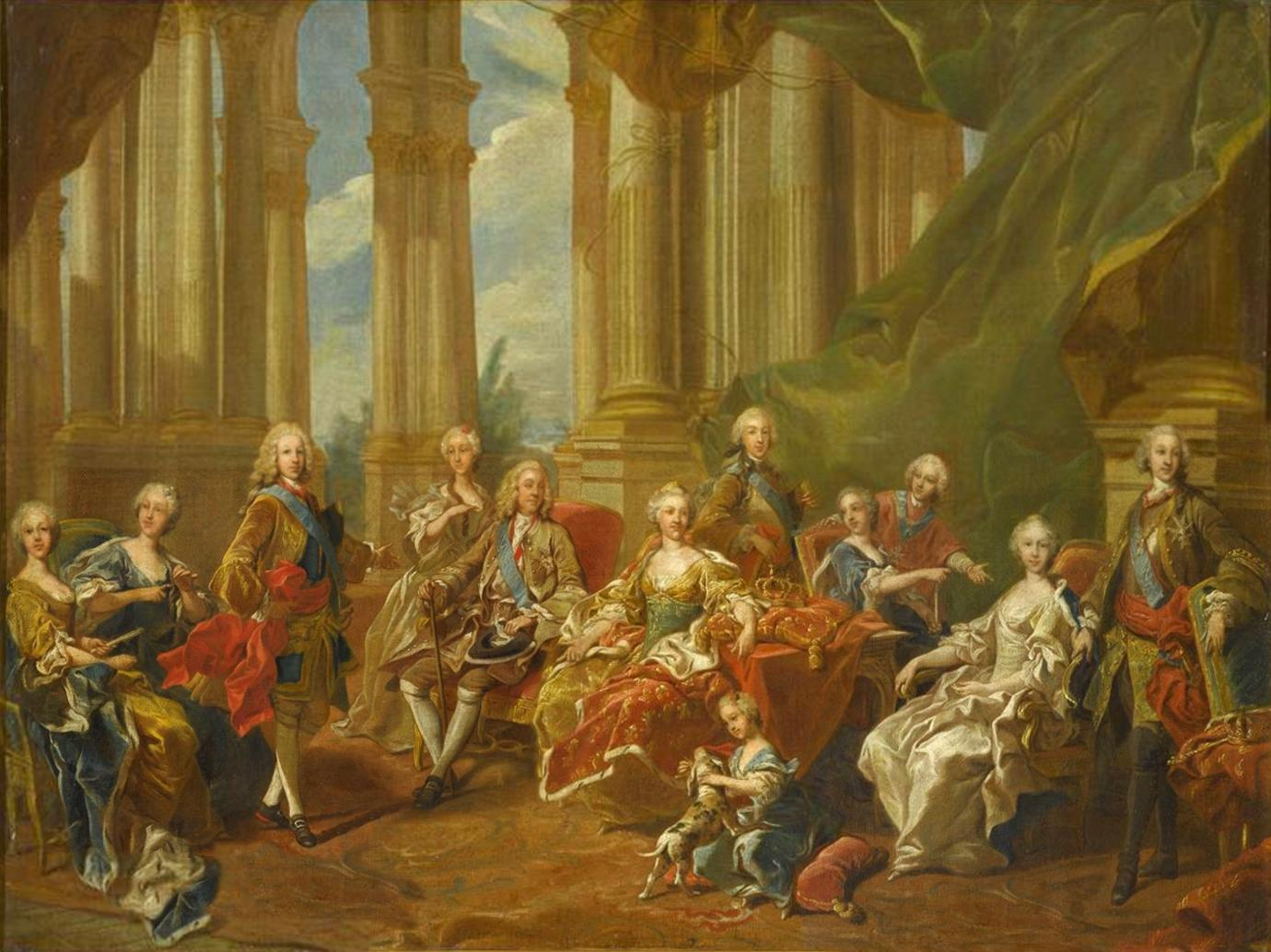
Rodzina Filipa V w mniejszej wersji Van Loo z 1738 roku

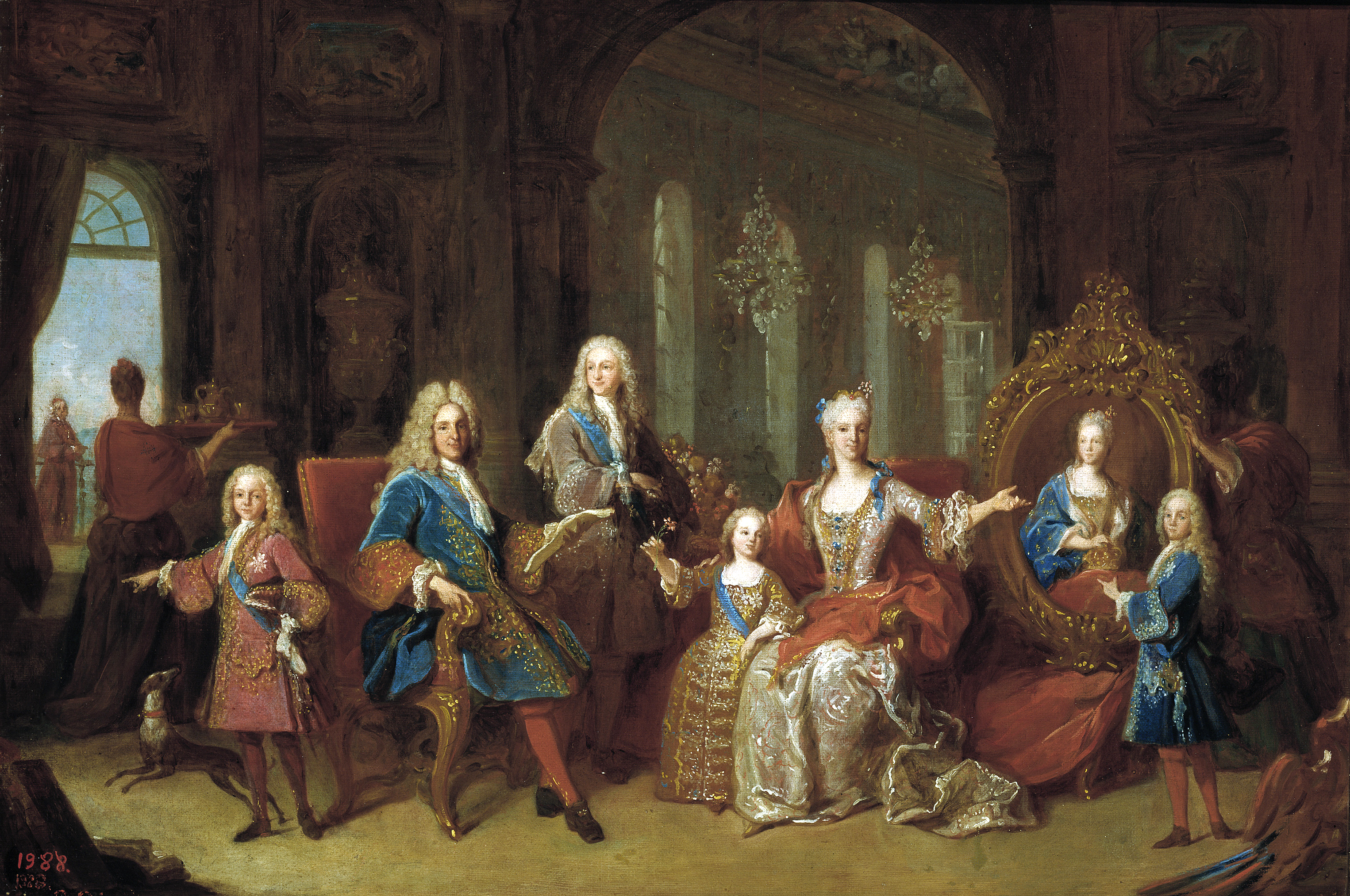
Rodzina Filipa V pędzla Jeana Ranca, 1723

Rodzina Filipa V (fr. La Famille de Philippe V) – obraz olejny francuskiego malarza Louisa-Michela van Loo (1707–1771), który pracował na hiszpańskim dworze w latach 1737–1752. Przedstawia króla Filipa V Burbona z najbliższą rodziną i dworem. Został namalowany w stylu francuskiego baroku i rokoko. Obecnie znajduje się w zbiorach Muzeum Prado w Madrycie.
Oprócz obrazu Van Loo z 1743 roku powstały jeszcze dwa dzieła o tym samym temacie i tytule: mniejsza wersja Rodziny Filipa V Van Loo namalowana w 1738 roku oraz starsza Rodzina Filipa V Jeana Ranca z 1723 roku. Jednym z powodów, dla których malowano zbiorowe portrety, było objęcie hiszpańskiego tronu przez ród Burbonów – poprzedni król Karol II był ostatnim z dynastii Habsburgów i zmarł bezdzietnie.
Król Filip V i jego druga żona Elżbieta Farnese znajdują się w centrum kompozycji otoczeni przez dzieci z pierwszego i drugiego małżeństwa króla. Para pobrała się w 1714 roku, po śmierci Marii Ludwiki Sabaudzkiej, ukochanej pierwszej żony Filipa V, wybranej dla niego przez dziadka Ludwika XIV. Ramię Elżbiety Farnese znajdujące się blisko korony jest symbolem władzy, jaką posiadała. Po lewej stronie Filipa V siedzi syn Marii Ludwiki, następca tronu książę Ferdynand. Jego żona Maria Barbara Portugalska siedzi obok najstarszej córki Filipa V Marianny Wiktorii Burbon, która poślubiła brata Barbary w ramach podwójnego hiszpańsko–portugalskiego małżeństwa zawartego w 1729 roku.
Centralna grupa obejmuje dzieci Filipa V i Elżbiety Farnese. Między królem a królową stoi ich najmłodszy syn kardynał Ludwik Antoni, późniejszy hrabia Chinchón. Na prawo od królowej stoi infant Filip, późniejszy książę Parmy i jego żona Maria Ludwika Elżbieta Burbon, córka Ludwika XV, nieobecna w Hiszpanii w czasie powstawania portretu. Dwie kobiety stojące nad nią to młodsze córki Filipa V i Elżbiety, infantki Maria Teresa Rafaela i Maria Antonia Burbon. Po prawej stronie siedzi Maria Amalia Wettyn (córka Augusta III Sasa), obok której stoi jej mąż Karol, król Neapolu i Sycylii i przyszły Karol III Hiszpański. Para mieszkała w Neapolu, ale wróciła do Hiszpanii, aby objąć tron po śmierci Ferdynanda VI w 1759 roku. Bawiące się z pieskiem dzieci to dwie wnuczki króla: infantka Izabela, córka księcia Parmy i infantka Maria Izabela, córka Karola III.
Ogromne płótno o wymiarach 408 × 520 cm zdobiło główny salon Pałacu Królewskiego w La Granja de San Ildefonso. Przedstawienie pełnej rodziny królewskiej z jej licznymi członkami miało świadczyć o trwałej władzy i zapewnionym przedłużeniu rodu. Charakterystyczna jest pełna przepychu dekoracja – szkarłatna tkanina przypominająca baldachim oraz bogactwo strojów, klejnotów i orderów nadające dziełu pompatyczny wyraz. Wyidealizowane wizerunki członków rodziny królewskiej mają na celu przybliżenie ich do ideału rasy i piękna. Na balkonie częściowo zasłoniętym przez czerwoną tkaninę stoi grupa koncertujących muzyków, a wielka sala w głębi otwiera się na ogrody. Nowatorskie dla hiszpańskiego malarstwa było zastosowanie jasnych, żywych kolorów, gdyż hołdowało ono bardziej mrocznej holenderskiej szkole.